# 双規
双規（そうき 簡体字中国語: 双规）とは、中国共産党による強制捜査、逮捕、無期限拘束、自白強要、特定外の拷問、処罰のこと。中国共産党幹部による汚職などの容疑者に対して、中国共産党中央規律検査委員会が指定した日時・司法機関の拘留場所ではないホテルや民家への出頭を求め、取り調べる。三権分立の存在しない中国において、中国共産党中央政法委員会とそのトップである中央法政委書記の意向により、公安（警察）、検察、裁判所が行動することから、中国における法の支配は空約束であり、共産党による独裁政治の実態を示す事例となっている。

## 語源
- 1980年代末から90年代初めにかけて、中国共産党幹部の汚職と腐敗が露出した。1990年12月9日、これに対処する手段として、「行政監察条例」が公布される。本法令には「監察機関は、事件を調査する中で、関係者に規定の時間、場所で調査事項に関わる問題の解釈と説明を命ずる権利を有する」とあり、規定の時間(決められた時間)と規定の場所(決められた場所)の、2つの規定に由来している[1]。